# Mimosema versilinea
Mimosema versilinea là một loài bướm đêm trong họ Geometridae.